# Vélodrome Alcides Nieto Patiño
Pour les articles homonymes, voir Patiño (homonymie).
Le vélodrome Alcides Nieto Patiño (Velódromo Alcides Nieto Patiño en espagnol) est un vélodrome situé dans la ville de Cali, capitale du département de Valle del Cauca, en Colombie.

## Histoire
Conçu par l'architecte Xavier Kurgan, il a été construit en 1970 afin d'accuellir les épreuves de cyclisme sur piste des Jeux panaméricains de 1971. Il a également accueilli d'autres compétitions d'envergure internationale, dont l'unique édition des Jeux de l'Océan pacifique (Juegos del Océano Pacífico en espagnol) en 1995, les championnats du monde de cyclisme sur piste 2014 et plusieurs éditions de la coupe du monde de cyclisme sur piste.

## Structures
La piste du vélodrome a une longueur de 250 mètres et une largeur de 7 mètres. Ses virages ont une inclinaison de 46 degrés.